# Calw (distrito)
Calw é um distrito da Alemanha, na região administrativa de Karlsruhe, estado de Baden-Württemberg.

## Cidades e Municípios
- Cidades:
  - Altensteig
  - Bad Herrenalb
  - Bad Liebenzell
  - Bad Teinach-Zavelstein
  - Bad Wildbad
  - Calw
  - Haiterbach
  - Nagold
  - Neubulach
  - Wildberg
- Municípios:
  - Althengstett
  - Dobel
  - Ebhausen
  - Egenhausen
  - Enzklösterle
  - Gechingen
  - Höfen no Enz (Höfen an der Enz)
  - Neuweiler
  - Oberreichenbach
  - Ostelsheim
  - Rohrdorf
  - Schömberg
  - Simmersfeld
  - Simmozheim
  - Unterreichenbach